# Steffen Deibler
Steffen Deibler (* 10. Juli 1987 in Biberach an der Riß) ist ein ehemaliger deutscher Schwimmer. Er war Weltrekordhalter auf der Kurzbahn über 50 Meter Schmetterling.

## Werdegang
Deiblers Hauptstrecken waren kurze Freistilstrecken und Schmetterlingstrecken. Im Jahr 2007 legte er sein Abitur am Pestalozzi-Gymnasium Biberach ab und studierte ab Oktober 2008 Umwelttechnik an der HAW Hamburg. 2016 schloss er das Studium mit dem Bachelor ab. Aufgrund seines Studiums wechselte er im September 2008 von seinem Heimatverein TG Biberach (Turngemeinde Biberach) zum Hamburger Schwimm-Club.
2008 wurde er in Berlin Deutscher Meister über 50 und 100 Meter Freistil und qualifizierte sich dabei wie über die 200 Meter Freistil (2. Platz) für die Olympischen Spiele in Peking.
Am 14. November 2009 schwamm er in Berlin einen neuen Weltrekord auf der Kurzbahn über 50 Meter Schmetterling in einer Zeit von 21,80 Sekunden und am 15. November einen neuen deutschen Rekord über 50 m Freistil in 20,73 Sekunden.
Auf den Kurzbahneuropameisterschaften 2010 in Eindhoven war er der erfolgreichste Teilnehmer mit drei goldenen Einzelmedaillen, einer Gold- und einer Silbermedaille in der Staffel.
Bei den Kurzbahneuropameisterschaften 2013 gewann er in der 4 × 50-m-Lagenstaffel nachträglich Silber, nachdem der als Dopingsünder enttarnte erstplatzierte Russe Witali Melnikow mit seiner Mannschaft überführt worden war.
Im November 2016 erklärte er seinen Rücktritt vom Leistungssport.

## Weitere Erfolge
Junioren-Europameisterschaften 2004 in Lissabon:
- Platz 2 mit der 4-mal-100-Meter-Freistilstaffel

Junioren-Europameisterschaften 2005 in Budapest:
- Platz 1 über 50 Meter Freistil (in 22,26 s)
- Platz 1 über 100 Meter Freistil (in 49,26 s)
- Platz 1 mit der 4-mal-100-Meter-Freistilstaffel
- Platz 1 mit der 4-mal-100-Meter-Lagenstaffel

Deutsche Kurzbahn-Meisterschaften 2005 in Essen:
- Platz 1 über 50 Meter Freistil (in 21,91 s)
- Platz 1 über 100 Meter Freistil (in 47,85 s)

Europameisterschaften 2005 in Trieste:
- Platz 1 mit der 4-mal-50-Meter-Lagenstaffel
- Platz 2 über 100 Meter Freistil (in 47,43 s)
- Platz 4 über 50 Meter Freistil (in 21,56 s)

Deutsche Meisterschaften 2006 in Berlin:
- Platz 2 über 50 Meter Freistil (in 22,89 s)
- Platz 2 über 100 Meter Freistil (in 49,61 s)

Deutsche Meisterschaften 2007 in Berlin:
- Platz 2 über 50 Meter Freistil (in 22,67 s)
- Platz 2 über 100 Meter Freistil (in 49,13 s)

Deutsche Kurzbahn-Meisterschaften 2007 in Essen:
- Platz 1 über 50 Meter Freistil (in 21,59 s)
- Platz 1 über 100 Meter Freistil (in 47,23 s)

Kurzbahn-Europameisterschaften 2007 in Debrecen:
- Platz 1 mit der 4-mal-50-Meter-Lagenstaffel
- Platz 3 mit der 4-mal-50-Meter-Freistilstaffel

Deutsche Meisterschaften 2008 in Berlin:
- Platz 1 über 50 Meter Freistil (in 22,11 s) (Qualifikation zu den Olympischen Sommerspielen 2008)
- Platz 1 über 100 Meter Freistil (in 48,55 s) (deutscher Rekord) (Qualifikation zu den Olympischen Sommerspielen 2008)
- Platz 2 über 200 Meter Freistil (in 1:47,71 min) (Qualifikation zu den Olympischen Sommerspielen 2008)

Deutsche Kurzbahnmeisterschaften 2008 in Essen:
- Platz 1 über 50 Meter Freistil (in 21,30 s) (deutscher Rekord)
- Platz 1 über 100 Meter Freistil (in 46,67 s) (deutscher Rekord)
- Platz 2 über 200 Meter Freistil (in 1:42,74 min)
- Platz 2 über 50 Meter Schmetterling (in 22,80 s)
- Platz 2 über 100 Meter Schmetterling (in 50,4 s)

Aachener Schwimmfest 2009:
- Über 50 Meter Schmetterling (in 22,06 s) (Weltrekord)
- Über 50 Meter Freistil (in 21,00 s) (deutscher Kurzbahnrekord)
- Über 100 Meter Freistil (in 45,91 s) (deutscher Kurzbahnrekord)

Weltcup Berlin 2009:
- 1. Platz über 50 Meter Schmetterling (in 21,80 s) (Weltrekord)
- 2. Platz über 100 Meter Schmetterling (in 49,23 s) (deutscher Kurzbahnrekord)
- 3. Platz Über 50 Meter Freistil (in 20,73 s) (deutscher Kurzbahnrekord)

Deutsche Kurzbahnmeisterschaften 2009 in Essen:
- Platz 1 über 50 Meter Freistil (in 21,15 s)
- Platz 1 über 100 Meter Freistil (in 46,07 s)
- Platz 1 über 200 Meter Freistil (in 1:43,38 min)
- Platz 1 über 50 Meter Schmetterling (in 22,06 s)
- Platz 1 über 100 Meter Schmetterling (in 49,81 s)

Deutsche Langbahnmeisterschaften 2010 in Berlin
- Platz 1 über 50 Meter Freistil (in 22,17 s)
- Platz 2 über 100 Meter Freistil (in 48,97 s)
- Platz 1 über 50 Meter Schmetterling (in 23,51 s)
- Platz 1 über 100 Meter Schmetterling (in 52,45 s)

Deutsche Kurzbahnmeisterschaften 2010 in Wuppertal
- Platz 1 über 50 Meter Freistil (in 21,32 s)
- Platz 1 über 100 Meter Freistil (in 46,80 s)
- Platz 1 über 50 Meter Schmetterling (in 22,51 s)
- Platz 1 über 100 Meter Schmetterling (in 51,16 s)

Kurzbahneuropameisterschaften 2010 in Eindhoven
- Platz 1 über 50 Meter Freistil (in 20,98 s)
- Platz 1 über 50 Meter Schmetterling (in 22,34 s)
- Platz 1 über 100 Meter Schmetterling (in 49,95 s)
- Platz 1 in der 4-mal-50-Meter-Lagenstaffel
- Platz 2 in der 4-mal-50-Meter-Freistilstaffel

Kurzbahnweltmeisterschaften 2010 in Dubai
- Platz 3 über 50 Meter Schmetterling (in 22,40 s)

Deutsche Langbahnmeisterschaften 2011 in Berlin
- Platz 2 über 50 Meter Freistil (in 22,21 s)
- Platz 1 über 50 Meter Schmetterling (in 23,47 s)
- Platz 2 über 100 Meter Schmetterling (in 52,7 s)

Sonstiges:
- 2005: 2. Platz bei der Wahl zum Schwimmer des Jahres hinter Thomas Rupprath
- 2005: bester Newcomer auf der Kurzbahn-EM in Trieste
- 2010: 1. Platz bei der Wahl zum Schwimmer des Jahres

## Rekorde
| Deutsche Rekorde (8)               | Deutsche Rekorde (8) | Deutsche Rekorde (8) | Deutsche Rekorde (8) |
| ---------------------------------- | -------------------- | -------------------- | -------------------- |
| 50 m Schmetterling                 | 23,02 s              | 28. Juli 2013        | Barcelona            |
| 4 × 50 m Freistil                  | 1:31,82 min          | 5. Februar 2011      | Essen                |
| 4 × 50 m Lagen                     | 1:39,99 min          | 6. Februar 2011      | Essen                |
| 50 m Freistil (Kurzbahn)           | 20,73 s              | 15. November 2009    | Berlin               |
| 100 m Freistil (Kurzbahn)          | 45,91 s              | 25. Oktober 2009     | Aachen               |
| 50 m Schmetterling (Kurzbahn)      | 21,80 s              | 14. November 2009    | Berlin               |
| 4 × 100 m Freistil (Kurzbahn)      | 3:09,89 min          | 3. Dezember 2014     | Doha                 |
| 4 × 50 m Freistil Mixed (Kurzbahn) | 1:30,55 min          | 6. Dezember 2014     | Doha                 |
| (Stand: 16. April 2025)            |                      |                      |                      |